# Muralhas de Jericó
As muralhas de Jericó é um muro de defesa ou proteção contra inundação que data de aproximadamente 8000 a.C.

## História bíblica
No Livro de Josué, os israelitas destruíram o muro de Jericó para andar sobre a Arca da Aliança por sete dias, no último dos quais tocaram trombetas de chifre de carneiro e gritaram para o muro cair. Os eventos sugeridos datam de cerca de 1400 a.C. Há especulações sobre a existência da fortificação desde o período arqueológico biblico até as escavações feitas em 1950.

## Escavações
Uma parede foi escavada pelo Sir Charles Warren em 1868 a pedido do Fundo de Exploração Palestino. Ele cavou atráves de tijolos de barro sem perceber o que era, sugerindo que havia pouco interesse no sítio. Ernest Sellin e Carl Watzinger escavaram Jericó entre 1907 e 1909 e encontraram os dois restos de pedaços do muro no qual inicialmente sugeridos apoiaram o relato bíblico. Eles depois revisaram esta conclusão e dataram o achado para o meio da Idade do Bronze (1950-1550 a.C.). O sítio foi novamente escavado por John Garstang entre 1930 e 1936, que novamente levantou a questão que faltava a parte superior do muro que foi descrito na Bíblia. Kathleen Kenyon voltou a extensiva escavação entre 1952 e 1958. Suas escavações encontraram uma série de dezessete primeiras partes do muro, alguns que ela acredita que provavelmente fossem destruidos por terremotos. A última parte do muro foi feita às pressas, indicando que o muro foi destruído por invasores nômades.